# Laski Dolne
Laski Dolne – przysiółek wsi Podmokle Małe w Polsce, położony w województwie lubuskim, w powiecie zielonogórskim, w gminie Babimost. 
W latach 1975–1998 przysiółek administracyjnie należał do województwa zielonogórskiego.
W sąsiedztwie przysiółka znajduje się leśny rezerwat "Laski".